# Ola Lindgren
Per Ola Markus Lindgren (Halmstad, 29 febbraio 1964) è un allenatore di pallamano ed ex pallamanista svedese, commissario tecnico della nazionale di pallamano maschile della Finlandia.

## Palmarès

### Giocatore
- Giochi olimpici

 Barcellona 1992,  Atlanta 1996, Sydney 2000
- Mondiali

 Cecoslovacchia 1990, Egitto 1999
 Giappone 1997, Francia 2001
 Svezia 1993, Islanda 1995
- Europei

 Portogallo 1994, Italia 1998, Croazia 2000, Svezia 2002

### Allenatore
- Giochi olimpici

 Londra 2012